# Muszeg Mardirossian
Muszeg Mardirossian – duchowny Apostolskiego Kościoła Ormiańskiego, od 1997 biskup Zachodniej Diecezji Ameryki Patriarchatu Cylicyjskego. Sakrę otrzymał 22 czerwca 1997 roku. 28 maja 2003 roku uzyskał godność arcybiskupa.